# Gerald Ion Gartland
Gerald Ion Gartland, britanski general, * 1889, † 1975.